# Arena Ludogorez
Die Arena Ludogorez (bulgarisch Лудогорец Арена) ist ein Fußballstadion in der bulgarischen Stadt Rasgrad. Es ist die Heimspielstätte des Fußballclubs Ludogorez Rasgrad und bietet gegenwärtig Platz für 10.422 Zuschauer. Seit Dezember 2019 trägt das Stadion den Sponsorennamen Huvepharma Arena (bulgarisch Хювефарма Арена), nach dem Pharmahersteller Huvepharma.

## Geschichte
Die Arena Ludogorez wurde 2011 erbaut und am 25. September des Jahres eröffnet. Zuvor existierte an gleicher Stelle bereits ein Stadion. Das 1954 erbaute Gradski stadion Dianko Stefanov (deutsch Städtisches Stadion Dianko Stefanov) war allerdings veraltet und wurde abgerissen, um an gleicher Stelle eine moderne und den Bedürfnissen der ersten bulgarischen Fußballliga entsprechende Arena zu errichten. Die neue Arena Ludogorez bietet aktuell Platz für 9000 Zuschauer, wobei diese Kapazität im Zuge von zwei Erweiterungsmaßnahmen in den Jahren 2013 und 2015 erreicht wurde. Diese Erweiterungen wurden vorgenommen, um das Stadion für Spiele des Europapokals zu rüsten, nachdem sich Ludogorez Rasgrad in der Saison 2014/15 erstmals für die Gruppenphase der UEFA Champions League qualifiziert hatte. Da die Arena Ludogorez damals noch nicht den Standard für europäische Begegnungen hatte, wurden die Champions-League-Spiele von Ludogorez Rasgrad im Wassil-Lewski-Nationalstadion in Sofia ausgetragen.
Nachdem der Club 2016 einen Pachtvertrag über 35 Jahre unterzeichnete, versprach man drei weitere Tribünen auf eigene Kosten zu bauen. Ludogorez Rasgrad rechnet mit rund zehn Jahren und Investitionen von 18,5 Mio. BGN (ca. 9,5 Mio. Euro). Mitte August 2017 wurde die neue Haupttribüne mit 3500 Plätzen an der Ostseite eingeweiht. Sie wurde von März bis August des Jahres errichtet und ersetzte den alten Rang mit 2038 Plätzen. Als Nächstes soll ein Tribünenbau auf der Gegengeraden im Westen gebaut werden. Die Pläne der nächsten Bauphase sehen Hintertortribünen im Norden und danach im Süden vor. Am Ende soll ein modernes Stadion der Kategorie 4 mit 12.500 Plätzen entstehen.
Der 1945 gegründete Verein Ludogorez Rasgrad war lange Zeit weit entfernt von Erfolgen auf nationaler Ebene. 2010 wurde der Verein von dem Oligarchen Kyril Domustschiew gekauft und wurde in der Folgezeit zu einer dominanten Kraft im bulgarischen Fußball. Zwischen 2012 und 2016 gewann Ludogorez Rasgrad fünfmal in Folge die bulgarische Fußballmeisterschaft, in den Jahren 2012 und 2014 gelang zudem zweimal der Gewinn des bulgarischen Fußballpokals. Die Stadt Rasgrad dagegen gehört mit etwas mehr als 32.000 Einwohnern nicht zu den größten Städten Bulgariens. Rasgrad liegt im Nordosten des Landes und ist Hauptstadt des gleichnamigen Oblast. Als gerade einmal neunundzwanziggrößte Stadt des Landes stellt Rasgrad mit Ludogorez allerdings den nunmehr seit einigen Jahren erfolgreichsten Verein des Landes, dessen Dominanz aber wohl stark auf die finanzielle Kraft seines Oligarchen zurückzuführen ist.
Am 23. März 2018 trat die bulgarische Fußballnationalmannschaft in der Arena Ludogorez zu einem Freundschaftsspiel gegen Bosnien und Herzegowina vor 2200 Zuschauern (0:1) an. Zudem nutzt auch die bulgarische U-21-Fußballnationalmannschaft seit 2015 die Arena Ludogorez für Heimspiele.
In den vergangenen Jahren erfuhr das Stadion eine Reihe kleiner Erweiterungsmaßnahmen, sodass die Gesamtkapazität gegenwärtig bei 10.422 Zuschauerplätzen liegt.

## Galerie

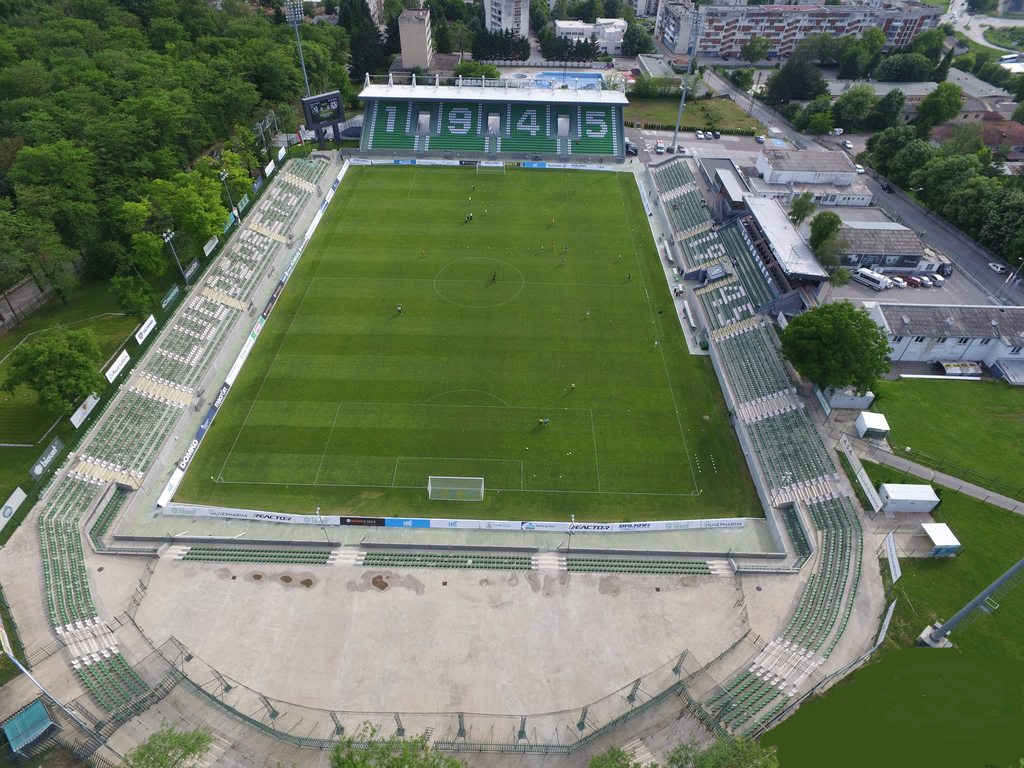
Arena Ludogorez 2013
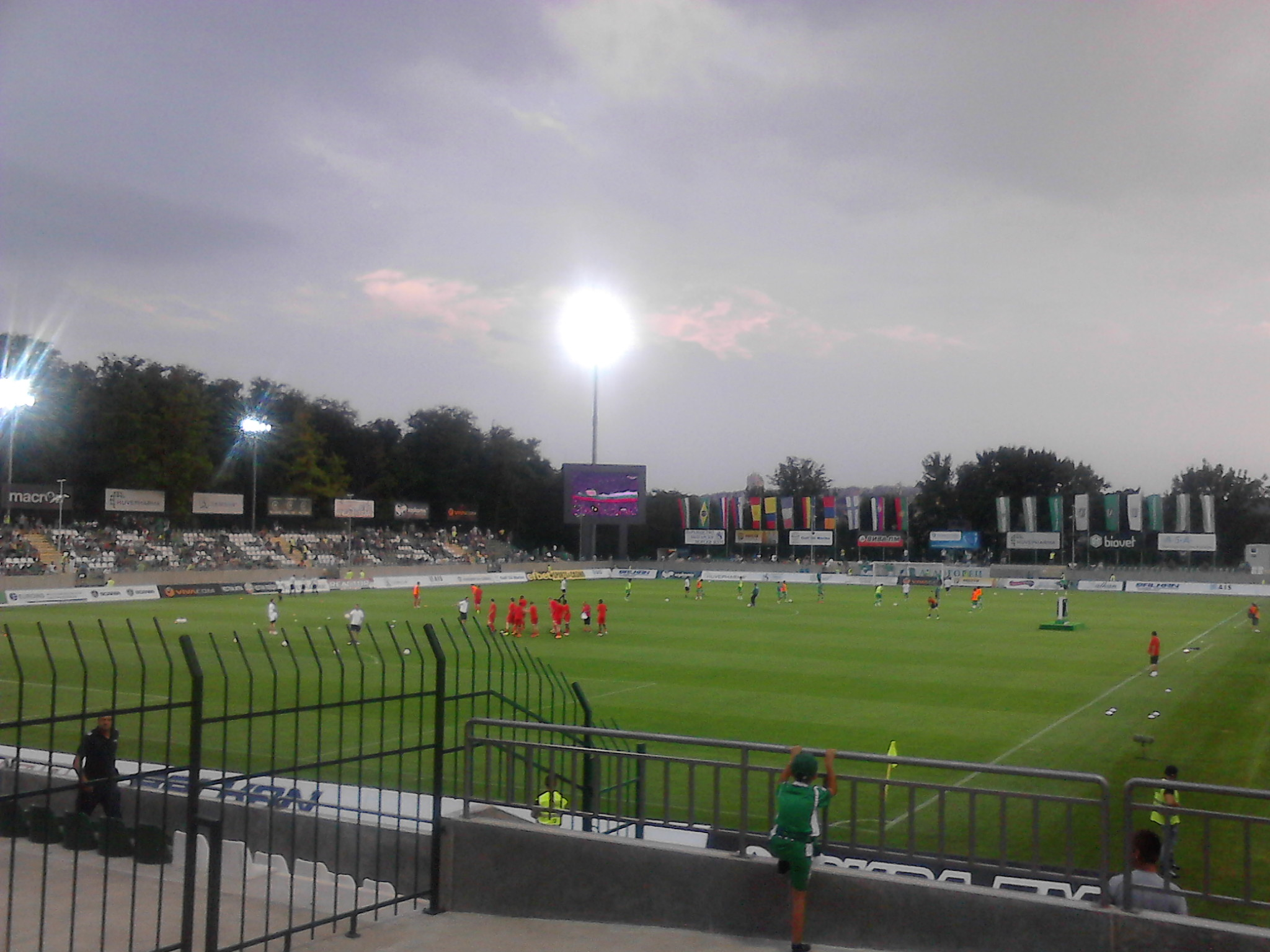
Szene aus einer Partie von Ludogorez Rasgrad gegen ZSKA Sofia (2013)